# Tremplin olympique du Mont
Le tremplin olympique du Mont est un tremplin de saut à ski de France construit pour les Jeux olympiques d'hiver de 1924 à Chamonix-Mont-Blanc, au hameau des Bossons. Il est utilisé lors des Jeux olympiques d'hiver de 1924, des Championnats du monde de ski nordique 1937, de l'Universiade d'hiver de 1960 ainsi que pour des épreuves de Coupe du monde de saut entre 1981 et 1998.

## Caractéristiques

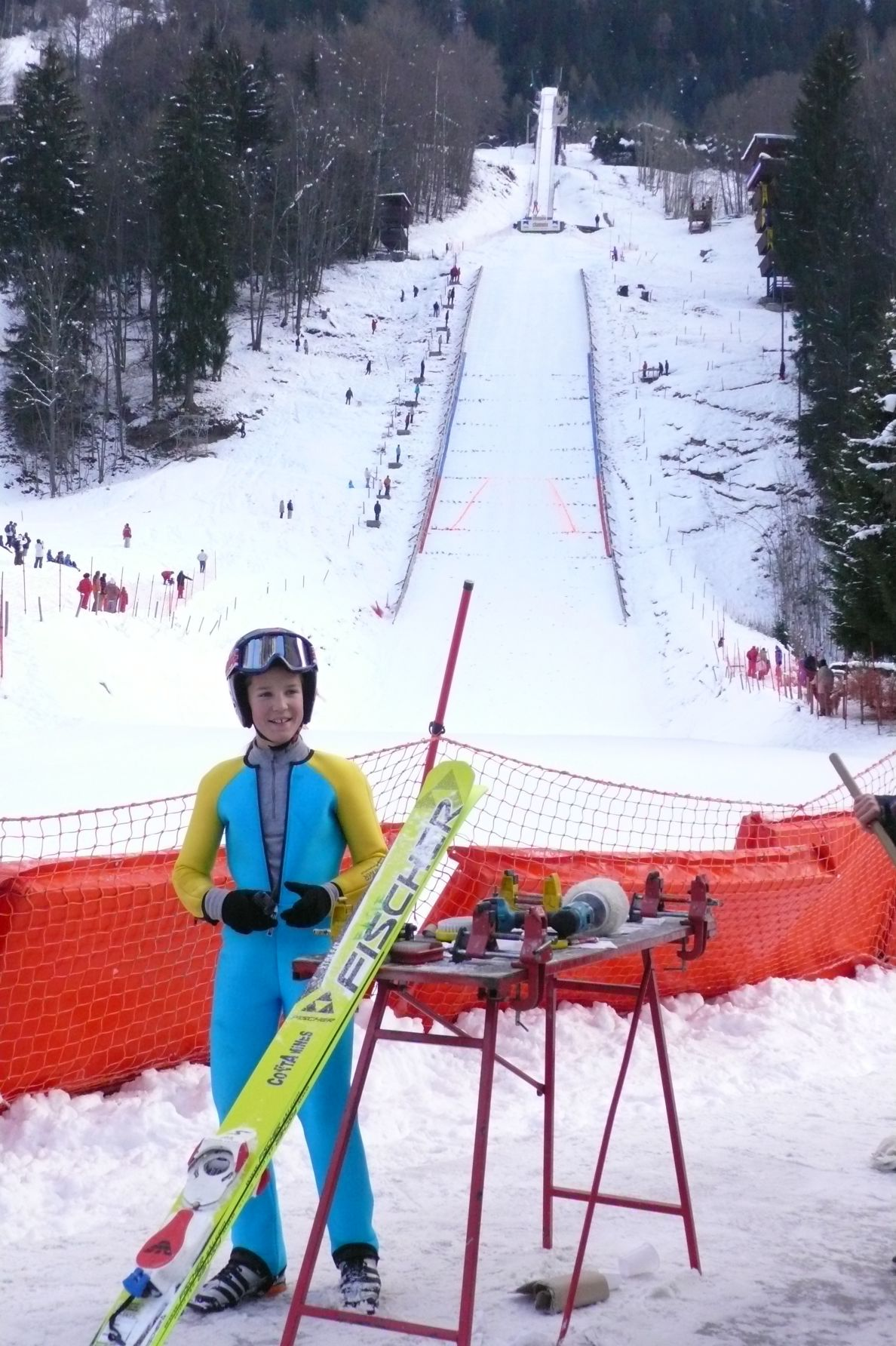
Coline Mattel devant le tremplin.

## Histoire
Construit en 1905, le tremplin est rénové en 1998.
Les épreuves de saut à ski et de combiné nordique ont lieu sur ce tremplin le 4 février 1924 et il est utilisé lors des championnats du monde de ski nordique 1937.

## Courses importantes

### Chamonix International et Grand Prix des nations
| Année | Vainqueur            | Type de compétitions   |
| ----- | -------------------- | ---------------------- |
| 1967  | Giacomo Aimoni (de)  | Chamonix International |
| 1968  | Günther Göllner (de) | Grand Prix des Nations |
| 1969  | Gilbert Poirot       | Chamonix International |
| 1970  | Jiří Raška           | Grand Prix des Nations |
| 1972  | Hans Schmid (de)     | Grand Prix des Nations |
| 1974  | Hans Schmid (de)     | Grand Prix des Nations |
| 1976  | Odd Grette (de)      | Grand Prix des Nations |
| 1979  | Claus Tuchscherer    | Chamonix International |

### Coupe du monde, Jeux olympiques et championnat du monde

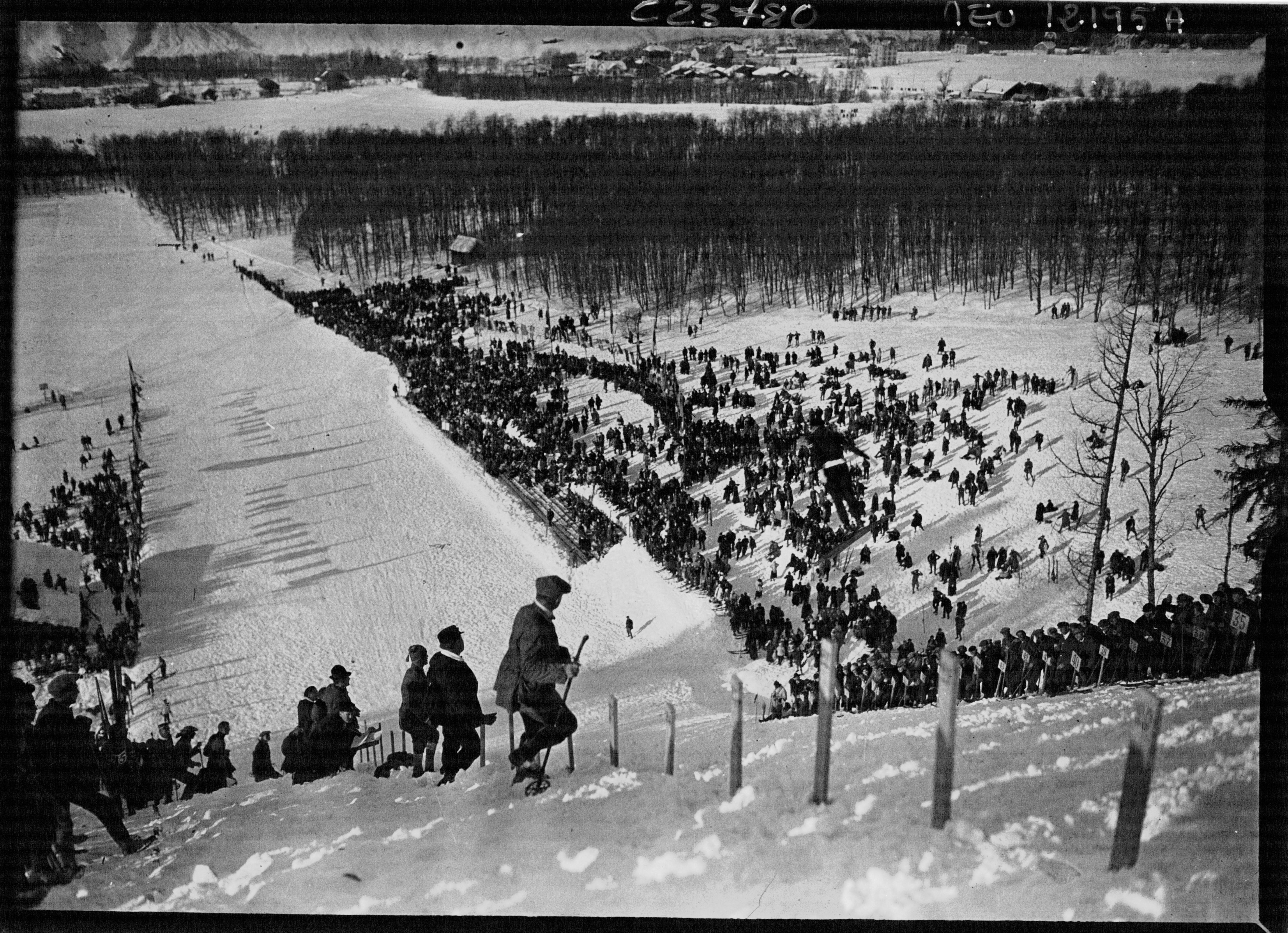
Le tremplin lors des Jeux olympiques d'hiver de 1924.

| Date             | Vainqueur          | Deuxième           | Troisième        | Type de compétition                        |
| ---------------- | ------------------ | ------------------ | ---------------- | ------------------------------------------ |
| 4 février 1924   | Jacob Tullin Thams | Narve Bonna        | Anders Haugen    | Jeux olympiques d'hiver de 1924            |
| 12 février 1937  | Birger Ruud        | Reidar Andersen    | Sigurd Sollid    | championnats du monde de ski nordique 1937 |
| 26 février 1981  | Roger Ruud         | Jon Eilert Bøgseth | Ernst Vettori    | Coupe du monde                             |
| 22 décembre 1985 | Pekka Suorsa       | Jens Weißflog      | Frédéric Berger  | Coupe du monde                             |
| 21 décembre 1986 | Martin Švagerko    | Olav Hansson       | Primož Ulaga     | Coupe du monde                             |
| 29 janvier 1989  | Jan Boklöv         | Roberto Cecon      | Josef Heumann    | Coupe du monde                             |
| 16 décembre 1995 | Ari-Pekka Nikkola  | Janne Ahonen       | Ralph Gebstedt   | Coupe du monde                             |
| 17 décembre 1995 | Hiroya Saitō       | Ari-Pekka Nikkola  | Masahiko Harada  | Coupe du monde                             |
| 5 décembre 1998  | Martin Schmitt     | Janne Ahonen       | Kazuyoshi Funaki | Coupe du monde                             |
| 6 décembre 1998  | Janne Ahonen       | Kazuyoshi Funaki   | Martin Schmitt   | Coupe du monde                             |

## Record
Le record du tremplin est partagé par les Français Jason Lamy-Chappuis et Emmanuel Chedal. Jason Lamy Chappuis fait un saut de 110,0 mètres lors du championnat de France, le 9 février 2007. Le lendemain, la même distance est atteinte par Emmanuel Chedal.